# Gerald Fitch
Gerald Fitch, né le 12 août 1982, à Columbus (Géorgie), est un joueur professionnel américain de basket-ball.

## Carrière universitaire
Gerald Fitch joue dans le club universitaire des Wildcats de l'université du Kentucky en 2000 après avoir été nommé meilleur basketteur de l'État de Géorgie durant sa dernière année à la Westside High School de Macon. Il est titulaire lors de sa première saison et est nommé dans l'équipe Freshman All-SEC. Il joue quatre années en NCAA, menant l'équipe à des statistiques de 32 victoires pour 4 défaites et de 27 victoires pour 5 défaites lors de son année junior et senior. Les Wildcats sont éliminés au second tour du tournoi NCAA 2004 par les Blazers de l'UAB.

## Carrière professionnelle
Fitch n'est pas choisi lors de la Draft 2004 de la NBA. Il signe un contrat avec les Wizards de Washington pour la saison 2004-2005. Il dispute les matchs de pré-saison, mais il n'est pas conservé pour la saison régulière. Il joue ensuite en Croatie puis en Ukraine. Avant le début de la saison 2005-2006, il signe au Heat de Miami, où il est utilisé comme troisième meneur derrière Jason Williams et Gary Payton. Le 23 février 2006, il est envoyé aux Rockets de Houston en échange de Derek Anderson. Le 7 mars 2006, il est envoyé aux Toros d'Austin en NBA D-League. La saison suivante, il joue pour l'équipe de Galatasaray. Le 1er octobre 2007, les Pistons de Détroit le signent comme agent libre, mais il est coupé pendant la pré-saison. À la fin de l'année 2007, il rejoint le club italien de Pallacanestro Cantù.
Le 25 janvier 2011, il signe à l'Unicaja Malaga en Espagne jusqu'à la fin de saison 2011-2012,.
Le 20 septembre 2012, il signe à Strasbourg.

## Palmarès
- Finaliste de la Disney Land Leaders Cup 2013 avec Strasbourg
- Finaliste du Championnat de France 2013 avec Strasbourg